# Eupsenella rossica
Eupsenella rossica (лат.) — ископаемый вид мелких хризидоидных ос из подсемейства Bethylinae семейства бетилид (Bethylidae).

## Описание
Обнаружен в эоценовом балтийском янтаре (Калининградская область, Россия, около 40 млн лет). Длина тела около 2,5 мм. Жвалы с 4 апикальными зубцами. Клипеус с медиальной долей, продолжающейся в виде киля до лба. Нижнечелюстные щупики 6-члениковые, нижнегубные щупики состоят из 3 сегментов. Голова субпрямоугольная. Пронотальный диск длиннее мезоскутума и он без глубокой поперечной бороздки около своего заднего края. Усики 13-члениковые. Передние крылья содержат шесть замкнутых ячеек (R, 1Cu, C, 1M, 1R1, 2R1). Нотаули и парапсидальные бороздки груди развиты. Вид Eupsenella rossica был впервые описан в 2014 году бразильскими, украинским и российским палеоэнтомологами Магно Рамосом (Magno S. Ramos, Бразилия), Евгением Перковским (Киев, Украина), Александром Расницыным (ПИН РАН, Москва, Россия) и Селсо Азеведо (Celso O. Azevedo, Бразилия, Universidade Federal do Espirito Santo, Departamento de Biologia, Maruípe, Витория, Эспириту-Санту) вместе с таксонами Eupsenella klesoviana, Eupsenella aulax, Eupsenella yantarnica, Goniozus definitus, Lytopsenella baltica, Lytopsenella maritima, Sierola rovniana и другими новыми ископаемыми видами. Видовое название E. rossica дано по имени страны, где была обнаружена типовая серия (Россия). Таксон Eupsenella rossica близок к видам Eupsenella yantarnica и Eupsenella aulax.